# Mondiale minimumbelasting

Ondertekenaars van het OESO-plan om een wereldwijd minimumtarief voor de vennootschapsbelasting van 15% in te voeren
Eerste ondertekenaars
Volgende ondertekenaars
Tekenden niet
Handtekening ingetrokken
Niet-leden van het Inclusive Framework van de OESO (kunnen niet ondertekenen)

De mondiale minimumbelasting van 15% op bedrijfsinkomsten is een project van de OESO en de G20. Het werd in 2021 overeengekomen door de landen die deel uitmaken van de zogenaamde Inclusive Framework. Het doel ervan is om de belastingconcurrentie tussen landen te verminderen en multinationale ondernemingen te ontmoedigen hun winsten te verschuiven om belastingen te ontwijken.
Op 8 oktober 2021 accepteerden 136 landen het OESO-plan om vanaf 2023 een minimumbelasting van 15% in te voeren voor bedrijven waarvan de winst hoger is dan 750 miljoen euro. De overeenkomst omvat ook aanvullende belastingen (top-up taxes) voor winsten die naar belastingparadijzen worden overgedragen.

## Geschiedenis

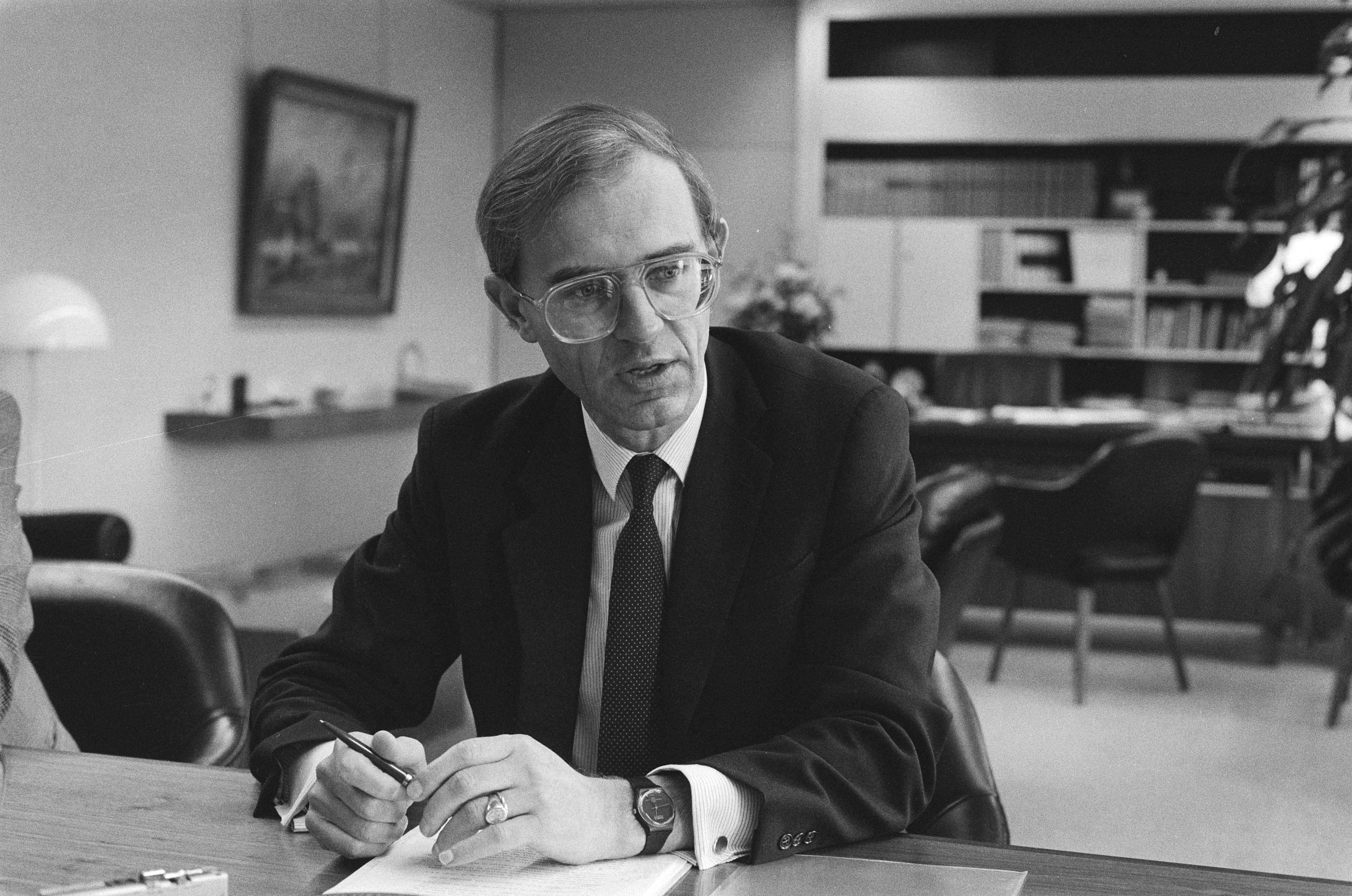
Onno Ruding

OESO-logo

Al in 1992 werd door de Ruding-commissie voor de Europese Unie een minimumbelasting op bedrijfswinsten bedacht. Dat voorstel, voor minimaal 30 procent, werd geleid door Europese Commissie-expert Onno Ruding, maar werd niet uitgevoerd.
In 2019 kwam de OESO op de kwestie terug en stelde een mondiale minimumbelasting tegen de digitalisering voor, waardoor winsten gemakkelijk kunnen worden overgedragen. Voor de overeenkomst van 2021 waren de Verenigde Staten het enige land dat de belastingen op de winsten van zijn bedrijven in het buitenland verhoogde, tegen een tarief van 10,5%. De Amerikaanse minister van Financiën Janet Yellen was via de G7 een van de belangrijkste aanjagers van het akkoord van 2021.
Na ondertekening van het akkoord in 2021 beperkte de Europese Unie de toepassing ervan tot multinationals met een jaaromzet van meer dan 750 miljoen euro en de Verenigde Staten tot multinationals met meer dan 1 miljard dollar gedurende drie opeenvolgende jaren. In de Verenigde Staden geldt het minimumtarief vanaf 31 december 2022. Een jaar later begon de Europese Unie met de implementatie. Op 12 december 2022 keurde de Europese Unie Richtlijn (EU) 2022/2523 van de Raad goed, die haar 27 lidstaten verplichtte het minimumtarief tot 31 december 2023 in te voeren, met een gecoördineerde omzetting.

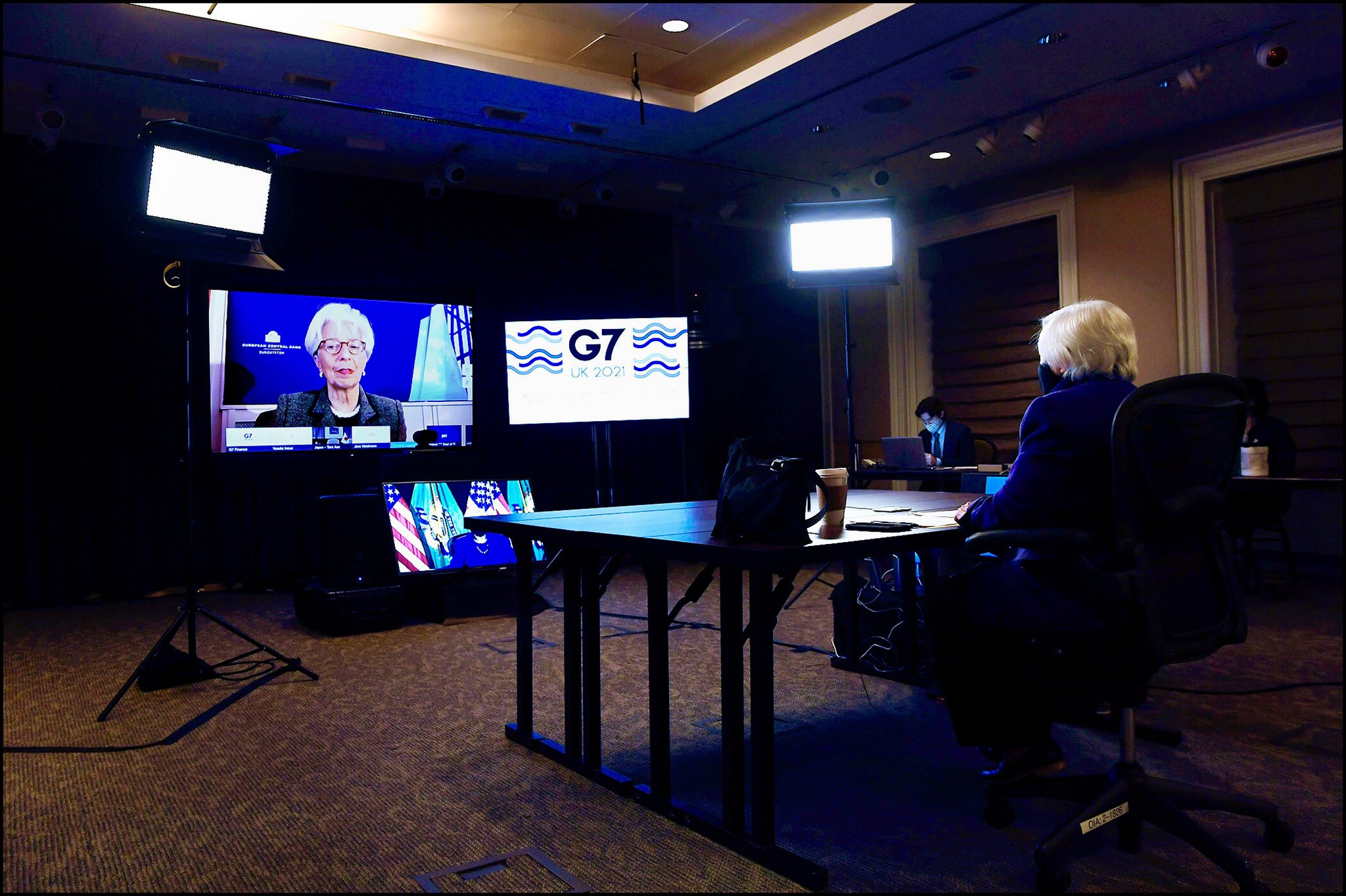
Janet Yellen op een virtueel forum van de G7-ministers van Financiën in 2021

In 2023 keurde Zwitserland een tarief van 15% goed voor bedrijven met een omzet van meer dan € 750 miljoen. De beslissing werd genomen via een referendum, met 80% positieve stemmen. Tot dan toe werd het tarief door elk kanton bepaald en bedroeg het gemiddeld 13,5%.
In België heeft de regering op 23 juni 2023 het voorontwerp voor de omzetting goedgekeurd. Het ontwerp zal goedgekeurd werden via het parlement voor het jaareinde 2023, zodat de implementatie op de 1 januari 2024 beginnen kan. De Nederlands willen op dezelfde dag met de implementatie beginnen.